# Andreas Haider-Maurer
Andreas Haider-Maurer (Zwettl, 22 de março de 1987) é um ex-tenista profissional austríaco.,
Em 2011 se tornou um dos 100 melhores do mundo pela ATP.
O jogador teve lesão no calcanhar em 2015 e realizou cirurgia no ano seguinte. No retorno, em 2017, lidou com dor nas costas, que o fez repensar o futuro nas quadras.
Anunciou aposentadoria em 2019. Seu último jogo foi em setembro de 2018, pelo Challenger de Banja Luka, na Bósnia e Herzegovina. Pela segunda fase do qualifyng, perdeu para Andrea Vavassori.

## ATP finais

### Simples: 1 (1 vice)
| Legenda                           |
| --------------------------------- |
| Grand Slam (0–0)                  |
| ATP World Tour Finals (0–0)       |
| ATP World Tour Masters 1000 (0–0) |
| ATP World Tour 500 Series (0–0)   |
| ATP World Tour 250 Series (0–1)   |

| Finais por Piso |
| --------------- |
| Duro (0–1)      |
| Saibro (0–0)    |
| Grama (0–0)     |
| Carpete (0–0)   |

| Resultado | N. | Data            | Torneio                                   | Piso     | Oponente      | Placar                    |
| --------- | -- | --------------- | ----------------------------------------- | -------- | ------------- | ------------------------- |
| Vice      | 1. | 31 Outubro 2010 | Bank Austria-TennisTrophy, Viena, Áustria | Duro (i) | Jürgen Melzer | 7–6(12–10), 6–7(4–7), 4–6 |